# Seleção Canadense de Futebol Feminino
A Seleção Canadense de Futebol Feminino representa o Canadá no futebol feminino internacional.

## História
É uma das novas forças do futebol feminino mundial. Seu principal título é a medalha de ouro conquistada nos Jogos Pan-Americanos de 2011 seguido de dois títulos do Campeonato Feminino da CONCACAF em 1998 e 2010 e do Torneio Internacional Cidade de São Paulo em  2010. Obteve também um 4º lugar na Copa do Mundo de Futebol Feminino de 2003, uma medalha de prata nos Jogos Pan-Americanos de 2003, uma de bronze nos Jogos Pan-Americanos de 2007 e o vice-campeonato na Copa do Mundo de Futebol Feminino Sub-20 em 2002.
Nos Jogos Olímpicos estreou em 2008 quando terminou em 8º lugar. Em 2012, chegou pela primeira vez às semifinais ao eliminar a Grã-Bretanha por 2 a 0 e obteve a medalha de bronze ao vencer a França. Na edição de 2016 chegou ás semifinais pela segunda vez consecutiva ao vencer a França e obteve pela segunda vez a medalha de bronze ao vencer o Brasil. Nos Jogos Olímpicos da edição de 2020 chega pela primeira vez a final ao derrotar os Estados Unidos e conquista o ouro inédito após vencer nos pênaltis a Suécia.

## Títulos
- Copa Ouro Feminina: 1998*, 2010
- Torneio Internacional de Futebol Feminino: 2010
- Jogos Pan-Americanos: Medalha de ouro - 2011
- Jogos Olimpicos: Medalha de ouro - 2020

- Algarve Cup: 2016

* Antes chamada Campeonato Feminino da CONCACAF.

## Campanhas destacadas
- Copa do Mundo de Futebol Feminino
  - 4º lugar - 2003
- Jogos Olímpicos
  - Medalha de Bronze - 2012, 2016
- Jogos Pan-Americanos
  - Medalha de Prata - 2003
  - Medalha de Bronze - 2007
- Copa do Mundo de Futebol Feminino Sub-20
  - 2º lugar - 2002
- Copa do Mundo de Futebol Feminino Sub-17
  - 4º lugar - 2018